# إينيس هيريرا
إينيس هيريرا (بالإسبانية: Inés Herrera)‏ (18 أكتوبر 1978 ببرغش في إسبانيا - ) هي لاعبة كرة قدم إسبانية في مركز حراسة المرمى. لعبت مع Levante UD Femenino ‏ وCD Nuestra Señora de Belén ‏ ونادي إشبيلية للسيدات.